# 1998 w literaturze
Wydarzenia literackie w 1998 roku.

## Wydarzenia
- 26 stycznia – inauguracja roku Adama Mickiewicza.
- 22 marca – trwające cały dzień odczytywanie Pana Tadeusza w Studiu Koncertowym Polskiego Radia. Słowo wstępne – Czesław Miłosz, później czytają kolejno: Gustaw Holoubek, Krzysztof Kowalewski, Anna Seniuk, Krzysztof Gosztyła, Wiktor Zborowski, Joanna Trzepiecińska, Michał Żebrowski, Daniel Olbrychski, Zbigniew Zapasiewicz, Jan Englert, Krzysztof Kołbasiuk, Andrzej Seweryn, Jerzy Trela.
- 29 marca – ukazuje się ostatni numer czasopisma "Wiadomości Kulturalne".
- 23 – 25 kwietnia – odbywa się festiwal Świat Literacki (Warszawa, Kraków) poświęcony literaturze czeskiej.
- 24 – 27 kwietnia – w Clermont, stan Kalifornia, odbywa się "International Milosz Festival".
- 2 – 8 maja – Warszawskie Dni Literatury (edycja szósta) pod hasłem "Polska Rzeczpospolitą wielu narodów". Organizatorem jest Oddział Warszawski Stowarzyszenia Pisarzy Polskich. Tematem przewodnim jest tolerancja.
- 14 – 18 maja – Międzynarodowe Targi Książki w Warszawie. Gościem honorowym jest Litwa. Na targach nastąpiło ogłoszenie dwudziestu książek nominowanych do nagrody Nike.
- 30 lipca – zarząd Książnicy Pomorskiej w Szczecinie ufundował stypendia im. Zbigniewa Herberta.
- 4 – 6 września – Stu pięćdziesięciu literaturoznawców, językoznawców i tłumaczy z ośrodków akademickich Europy, Ameryki i Azji bierze udział w zorganizowanym przez Uniwersytet Warszawski Kongresie Polonistyki Zagranicznej.
- 17 – 20 września – IX Krajowe Targi Książki w Warszawie. W tym czasie jury nagrody Nike wyłania siedem książek nominowanych.
- 4 października – Czesław Miłosz otrzymuje nagrodę Nike za książkę Piesek przydrożny. W plebiscycie czytelników zwyciężył Zygmunt Kubiak książką Mitologia Greków i Rzymian.
- 22 – 25 października – II Targi Książki w Krakowie.
- 26 października – Warszawska Jesień Poezji, zorganizowana przez Związek Literatów Polskich.
- 16 – 16 listopada – I Dni Książki Żydowskiej w Warszawie.

## Proza beletrystyczna i literatura faktu

### Język polski

#### Pierwsze wydania
- Janusz Anderman – Lekcja pisania
- Marek Bieńczyk – Melancholia. O tych, co nigdy nie odnajdą straty
- Wojciech Cejrowski – WC na końcu Orinoko
- Kinga Dunin – Tabu
- Manuela Gretkowska – Namiętnik
- Ryszard Kapuściński – Heban
- Hanna Krall – Tam już nie ma żadnej rzeki
- Bożena Kuczyńska, Karol A. Zdybel, Marek Skierkowski – Xięga Wróżb (wybór i opracowanie)
- Antoni Libera – Madame. Romans edukacyjny
- Czesław Miłosz
  - Inne abecadło
  - Zaraz po wojnie. Korespondencja z pisarzami 1945-1950
- Marek Nowakowski
  - Hades (Wydawnictwo Uniwersytetu Marii Curie-Skłodowskiej)
  - Powidoki 3. Warszawiak pilnie poszukiwany (Alfa-Wero)
  - Reda (ABC Future)
- Jerzy Pilch – Bezpowrotnie utracona leworęczność
- Halina Popławska – Szkaplerz wandejski (Bellona)[1]
- Ryszard Przybylski – Baśń zimowa. Esej o starości
- Edward Redliński – Krfotok
- Andrzej Stasiuk – Jak zostałem pisarzem (próba autobiografii intelektualnej)
- Bronisław Świderski – Słowa obcego
- Olga Tokarczuk – Dom dzienny, dom nocny
- Magdalena Tulli – W czerwieni
- Krzysztof Varga – 45 pomysłów na powieść
- Mariusz Wilk – Wilczy notes
- Adam Zagajewski – W cudzym pięknie

#### Tłumaczenia
- Aleister Crowley – Magija w teorii i praktyce (Magick in theory and practice, wyd. EJB)
- Bohumil Hrabal
  - Pamiętam jedynie dni słoneczne (Já si vzpomínám jen a jen na slunečné dny)
  - Kain. Bambino di Praga. Jarmilka (Kain; Bambino di Praga; Jarmilka)
- Amos Oz
  - Dotknij wiatru, dotknij wody (La-ga’at ba-majim, la-ga’at ba-ruach, wyd. Muza)
  - Tam, gdzie wyją szakale (Artsot ha-tan, wyd. Prószyński i S-ka)

### Pozostałe języki
- Paulo Coelho – Weronika postanawia umrzeć (Veronika decide morrer)
- Belén Gopegui – Zdobywanie powietrza (La conquista del aire)
- Michel Houellebecq – Cząstki elementarne (Les Particules élémentaires)
- Bohumil Hrabal – Pamiętam jedynie dni słoneczne (Já si vzpomínám jen a jen na slunečné dny)
- Maureen Lee - Liverpool Annie[2]
- Dennis Lehane – Gdzie jesteś, Amando? (Gone, Baby, Gone)
- James Patterson – Podmuchy wiatru (When the Wind Blows)
- Anne Rice
  - Pandora (Pandora)
  - Wampir Armand (The Vampire Armand)
- Pablo de Santis – Przekład (La traducción)

## Dramaty

### Język polski
- Andrzej Stasiuk – Dwie sztuki (telewizyjne) o śmierci

### Pozostałe języki
- Sarah Kane – Oczyszczeni (Cleansed)

## Poezja

### Język polski

#### Pierwsze wydania
- Stanisław Barańczak – Chirurgiczna precyzja: Elegie i piosenki z lat 1995-1997
- Zbigniew Herbert – Epilog burzy
- Ludmiła Marjańska – Wybór wierszy (1958-1997)
- Jacek Podsiadło – niczyje, boskie
- Tadeusz Różewicz – zawsze fragment. recykling.
- Janusz Szuber – O chłopcu mieszającym powidła. Sto wierszy z lat 1968-1997
- Marcin Świetlicki – Pieśni profana

## Prace naukowe i biografie

### Język polski
- Michał Głowiński – Czarne sezony
- Stanisław Grodziski (junior) – Porównawcza historia ustrojów państwowych
- Izabella Łabędzka – Chiny Ezry Pounda
- Jerzy Szymik – Kocham teologię! Dlaczego? Wybór publicystyki
- Krzysztof Uniłowski – Skądinąd. Zapiski krytyczne

### Pozostałe języki
- Keith Alldritt – Poeta jako szpieg. Życie i szalone czasy Basila Bunting (The Poet as Spy: The Life and Wild Times of Basil Bunting

## Zmarli
- 15 stycznia – Wiesław Adam Berger, polski prozaik (ur. 1926)
- 3 lutego – Gabriel Laub, polsko-czesko-niemiecki pisarz i satyryk (ur. 1928)
- 7 lutego – Lawrence Sanders, amerykański dziennikarz i pisarz (ur. 1920)
- 8 lutego – Halldór Kiljan Laxness, islandzki pisarz, noblista (ur. 1902)
- 17 lutego – Ernst Jünger, pisarz niemiecki (ur. 1895)
- 8 marca – Andrzej Brycht, polski poeta, prozaik, reportażysta (ur. 1935)
- 10 marca – Anna Maria Ortese, włoska pisarka i poetka (ur. 1914)
- 20 marca
  - Agustín Gómez-Arcos, hiszpański pisarz (ur. 1939)
  - Maciej Słomczyński, polski pisarz powieści kryminalnych (ur. 1920)
- 8 kwietnia – Manuel van Loggem, holenderski pisarz i krytyk literacki (ur. 1916)
- 11 kwietnia – Francis Durbridge, angielski pisarz (ur. 1912)
- 20 kwietnia – Octavio Paz, meksykański poeta i eseista, dyplomata (ur. 1914)
- 23 kwietnia – Gregor von Rezzori, austriacki pisarz (ur. 1914)
- 30 kwietnia – Anne Desclos, francuska pisarka i tłumaczka (ur. 1907)
- 9 maja – Michał Ochorowicz, polski poeta (ur. 1907)
- 15 maja – John Hawkes, amerykański pisarz (ur. 1925)
- 10 czerwca – Hammond Innes, brytyjski pisarz (ur. 1913)
- 11 czerwca – Geworg Emin, armeński poeta, eseista i tłumacz (ur. 1919)
- 14 czerwca – Jerzy Hordyński, polski poeta i publicysta (ur. 1919)
- 26 czerwca – Sero Chanzadian, armeński pisarz (ur. 1915)
- 4 lipca – Janusz Przymanowski, polski pisarz, poeta, tłumacz (ur. 1922)
- 13 lipca – Jan Piwowoński, polski pisarz marynista (ur. 1924)
- 14 lipca – Miroslav Holub, czeski poeta, eseista i tłumacz (ur. 1923)
- 26 lipca – Janina Kulczycka-Saloni, polska historyczka literatury (ur. 1912)
- 28 lipca – Zbigniew Herbert, polski poeta (ur. 1924)
- 28 lipca – Adam Hollanek, polski poeta i publicysta (ur. 1922)
- 16 sierpnia – Dorothy West, amerykańska pisarka (ur. 1907)
- 20 sierpnia – Kazimierz Dziewanowski, polski pisarz i reportażysta (ur. 1930)
- 20 września – Jordan Łeow, macedoński pisarz (ur. 1920)
- 22 października – Eric Ambler, angielski pisarz (ur. 1909)
- 28 października – Ted Hughes, angielski poeta (ur. 1930)
- 20 listopada – Marian Brandys, polski prozaik, eseista i publicysta (ur. 1912)
- 1 grudnia – A’isza Abd ar-Rahman, egipska prozaiczka i poetka (ur. 1913)
- 16 grudnia – William Gaddis, amerykański pisarz (ur. 1922)
- 23 grudnia – Anatolij Rybakow, rosyjski pisarz (ur. 1911)
- 25 grudnia – Saturnina Wadecka, polska pisarka (ur. 1922)
- 30 grudnia – Joan Brossa, kataloński poeta awangardowy (ur. 1919)

## Nagrody
- Nagroda Kościelskich – Przemysław Czapliński, Jacek Podsiadło
- Nagroda Goncourtów – Paule Constant, Confidence pour confidence
- Nagrody Księżnej Asturii w dziedzinie literatury – Francisco Ayala
- Nagroda Nike – Czesław Miłosz, Piesek przydrożny
- Nagroda Nobla – José Saramago
- Premio Nadal – Lucía Etxebarria, Beatriz y los cuerpos celestes

## Rynek książki[3]
- Liczba tytułów wydanych w 1998 roku: 16462.
- Nakład wydanych książek (łącznie): 84 999,2 tys. egz.
- Liczba tytułów literatury pięknej dla dorosłych: 3043.
- Liczba tytułów literatury pięknej polskiej dla dorosłych: 1525. W tym m.in.:
  - Powieści: 237,
  - Zbiorów opowiadań: 147,
  - Tomików poezji: 754.
- Liczba książek tłumaczonych: 4076. W tym m.in.:
  - z języka angielskiego: 2715,
  - z języka niemieckiego: 388,
  - z języka francuskiego: 253,
  - z języka włoskiego: 102,
  - z języka rosyjskiego: 53.
- Książki z dziedziny literaturoznawstwa: 212, łączny nakład: 219,9 tys. egz.
- Liczba egzemplarzy książek na 1 tys. mieszkańców: 2198.
- Największe nakłady:
  - Adam Mickiewicz – 342 tys. egz.
  - Henryk Sienkiewicz – 189 tys. egz.
  - Bolesław Prus – 108 tys. egz.
  - Maria Konopnicka – 103 tys. egz.
  - Stefan Żeromski – 72 tys. egz.
  - Maria Rodziewiczówna – 53 tys. egz.
  - Waldemar Łysiak – 48 tys. egz.